# Rysstarr
Rysstarr (Carex praecox) är en flerårig gräslik växt inom släktet starrar och familjen halvgräs. Rysstarr växer med långa utlöpare och har strån och blad som är mer eller mindre upprätta. Dess basala slidor är blekbruna. De grågröna bladen blir från en till två mm breda, är styvt rännformiga och har halva strånas längd. axsamlingen blir från 1,5 till 3 cm, har tre till sex ax med honblommor upptill. De rödbruna axfjällen täcker fruktgömmen som blir från två till fyra mm, är rödbruna till gråaktiga, har svaga nerver och sträv vingkant runtom. Rysstarr blir från 10 till 30 cm hög och blommar från maj till juni.

## Utbredning
Rysstarr är sällsynt i Norden men kan återfinnas på torr, sandig mark, såsom bangårdar, banvallar, upplagsplatser, sandplaner och torra renar. Dess utbredning i Norden sträcker sig till några få platser i södra Finland och något område i södra Danmark. Kommer ursprungligen från Ryssland och kontinentala Europa.